# Vonêche
Vonêche (en wallon Vonneche) est une section de la ville belge de Beauraing située en Wallonie dans la province de Namur. C'était une commune à part entière avant la fusion des communes de 1977. Le village est bâti dans la vallée de la Wimbe, en Ardenne, à quelques kilomètres du centre-ville de Beauraing.

## Étymologie
Certains pensent que le nom de Vonêche trouverait son origine dans le radical germanique Won habitation et nes humide, d’autres rattachent celle-ci aux termes Vaux vallée et Wesche (ou Niche) sale, boueux mais le son de l’o long que l’on retrouve dans la prononciation locale Vônèch’ provenant des vieilles formes écrites Wonesse et Woneche indique un al ou un ol rattachant ce nom au mot latin Walonicia signifiant terre des Wallons, nom qui aurait été donné par les Francs aux Gaulois et Celtes.

## Évolution démographique
- Source: DGS, 1831 à 1970=recensements population, 1976= habitants au 31 décembre
- 1910: Scission de Froidfontaine

## Histoire
Les terres de Vonêche sont passées successivement aux familles de Chiny, de Looz, de Walcourt-Rochefort, de la Marck, de Stolberg et seront finalement achetée par Charles Quint le 6 avril 1555.
Durant la Seconde Guerre mondiale, un habitant de Vonêche, Léon Parent, impliqué dans une filière d'évasion a été condamné à mort par l'autorité occupante. (Cfr. Beauraing et sa région, no 13, 1997). L'ancienne "rue de l'Église" a été rebaptisée en son honneur à la fin des années 1990 pour réduire l'ambigüité des nombreuses "rue de l'Église" sous le code postal 5570.

## Patrimoine et culture

### Patrimoine architectural

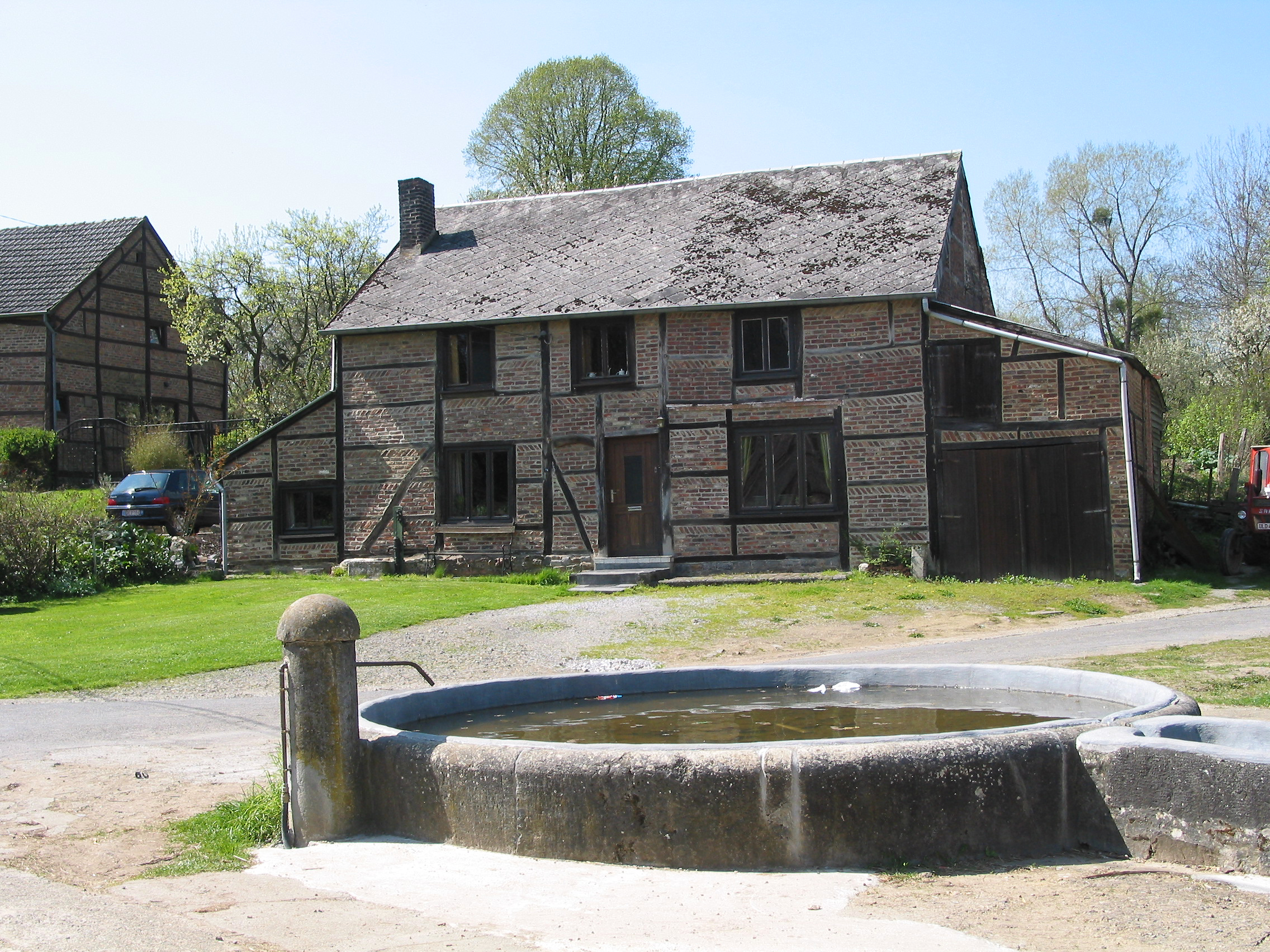
Maison à colombages restaurée.

- Le Château de Vonêche est le dernier vestige des anciennes célèbres cristalleries Sainte-Anne.
- La gare de Vonêche sur la ligne de chemin de fer allant de Dinant à Bertrix est fermée en 1984, la halte qui la remplace en 1993. La ligne y passe sur pas moins de trois ponts et traverse un tunnel.
- Ses habitations à colombages dont beaucoup ont été restaurées (remplaçant le torchis par la brique). La localité attire de nouveaux résidents mais aussi des touristes en quête d’authenticité.

## Économie

### Histoire économique locale

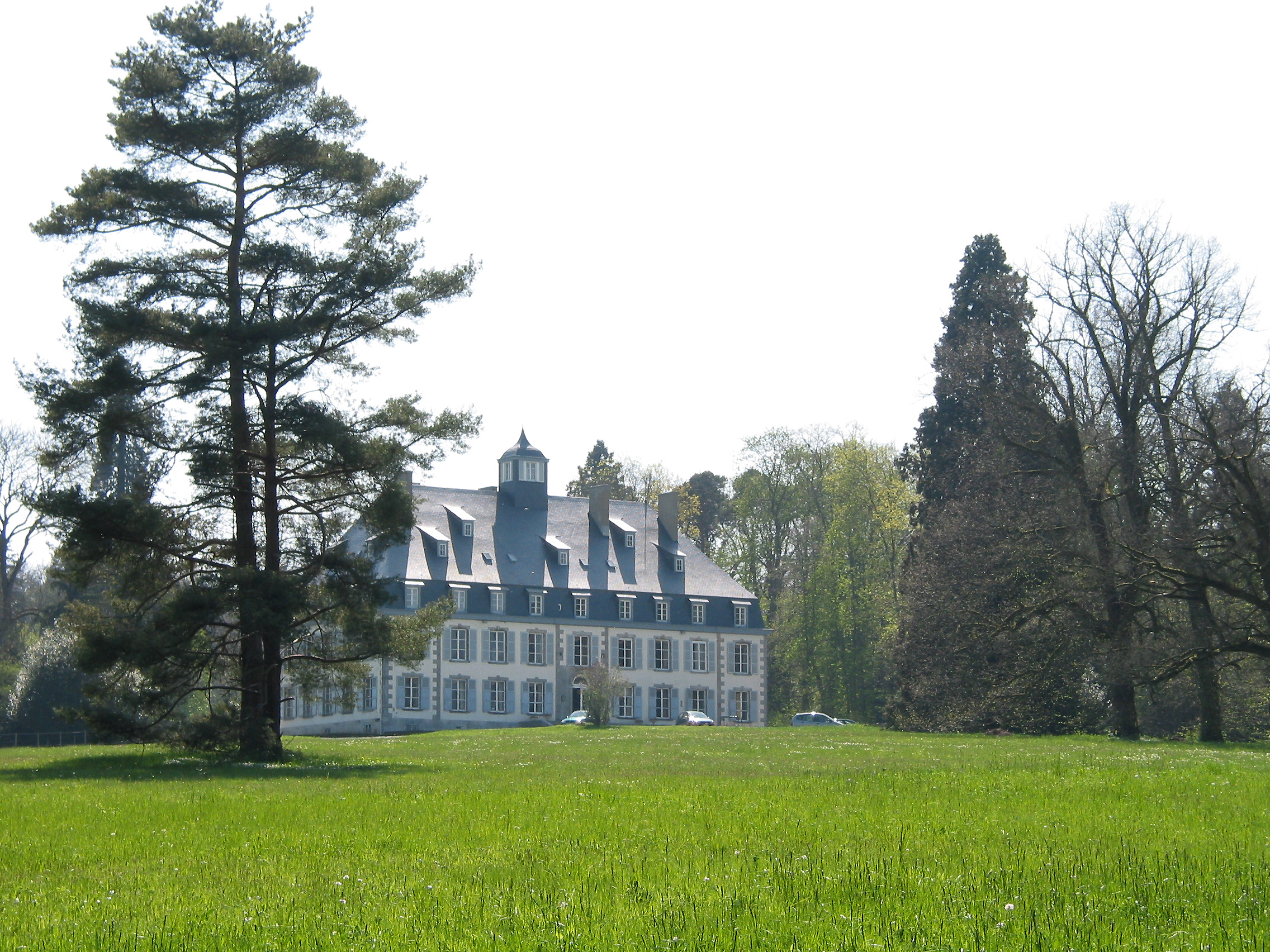
Vonêche, le château ; vestige intact de l'ancienne cristallerie Sainte-Anne.

Dès le XVIIIe siècle, le combustible (bois) abondant que pouvait fournir la proche forêt ardennaise, relique de l'ancienne forêt charbonnière a successivement incité de grands souverains tels que Marie-Thérèse d'Autriche mais aussi l'empereur Napoléon Ier, à encourager des industriels à ériger une usine à feu, verrerie par exemple, dans la commune de Vonêche qui leur paraît bien placée pour cela, grâce à la présence de gisement de sable fin siliceux très pur .
Deux industriels, Pierre-Nicolas Mathys et Gaspard André, bientôt assisté de François Kemlin, un technicien qui deviendra lui-même industriel, viennent y bâtir un établissement de gobeleterie (production de « verre en cylindre » et de gobelets de verre) qui ne fonctionnera que 25 ans (de 1768 à 1793) bien qu'au moment du Congrès de Vienne, elle occupait 500 ouvriers , concurrençant la cristallerie française et anglais, voire les puissants cristalliers de Bohême.
En 1803, avec la protection de Napoléon Ier, un maître-verrier rachète l'entreprise. Il s'agit d'Aimé-Gabriel d'Artigues, un belge d'origine parisienne, né en 1773 (qui mourra en 1848). Il connaît parfaitement les techniques de production du cristal puisqu'il est déjà propriétaire d'une cristallerie importante en Alsace ; la Cristallerie de Saint-Louis-lès-Bitche ; Il modernise l'usine de Vonêche et la transforme en une cristallerie qui deviendra rapidement l'une des plus importantes de tout l'empire.
En 1816, d'Artigues se fait remplacer par F. Kemlin, son beau-fils (avec lequel il s'est disputé, ce qui motivera selon S Pasleau le souhait de d'Artigue de ne plus s'occuper que des cristalleries de Baccarat).
Kemlin se fait seconder 4 ans plus tard par le français Auguste Lelièvre. Kemlin et d'Artigues semblent s'être réconcilié puisqu'en 1822, le premier confie au second la direction totale de ses établissements, mais il en reste le propriétaire,
Malheureusement pour elle, alors qu'émerge une tendance à la dérégulation du commerce, la cristallerie Sainte-Anne subit alors de plein fouet le jeu des alliances, ces cartels et de la concurrence industrielle. S'y ajoutent les effets d'une crise politico-industrielle qui associe à la chute de l’empire, la fin du blocus, et l'intégration de la province de Namur et de la commune de Vonêche dans le Royaume des Pays-Bas puis dans la Belgique, ce qui « ferme » une partie des anciens marchés de l'usine.
La cristallerie Sainte-Anne fermera définitivement ses portes peu de temps après l’indépendance de la Belgique.
La maîtrise technique atteinte par les verriers et cristalliers de Vonêche (cristallerie) ne sera cependant pas perdue, car :
- ce sont ses directeurs (Kemlin[1]) et Lelièvre) qui créeront les cristalleries du Val-Saint-Lambert à Seraing.
- En 1816, d'Artigues signe un accord avec Louis XVIII qui impose à la cristallerie de Vonêche d'exporter 6000 quintaux de cristal brut (non-taillé) aux établissements de Vonêche du 20 mars 1816 au 20 mars 1818[4] cristal à faire tailler en France et de racheter la cristallerie Baccarat en France.

L'usine de Baccarat était alors une ancienne verrerie qui produisait du verre à vitre, mais aussi des miroirs (argentés au mercure) et des « services en verre ». Cette usine était devenue une cristallerie importante, mais qui s'est trouvée en difficulté après la Révolution française. Cette délocalisation en France de l'usine de Vonêche permettra à d'Artigues de continuer à alimenter en cristal des clients français, sans devoir payer de taxes douanières à la nouvelle frontière franco-belge. Les futures cristalleries de Baccarat s'appellent alors « Établissements de Vonêche à Baccarat ».
Les locaux de l'ancienne cristallerie Sainte-Anne furent ensuite occupés par une distillerie de 1835 à 1844 avant d'être démolis. Après cette période la population du village diminuera peu à peu et ses habitants se tourneront vers des activités essentiellement agricoles.
De cette industrie restent probablement quelques séquelles industrielles, dont une pollution des sols par le plomb et d'autres métaux lourds ou métalloïdes (tels que l'arsenic) utilisé par la verrerie et la cristallerie pour colorer le verre ou lui conférer des propriétés particulières, d'autant que pour répondre à ses propres besoins, d'Artigue s'était aussi lancé dans la production de matières premières dont le soufre et des oxydes de plomb, dont le minium de plomb très consommé par les cristalleries (25 % de la masse du verre). La commune conserve néanmoins aussi un dernier témoin du riche passé de l'activité cristallière : le château de Vonêche et son parc.